# 米利塔里鎮區 (愛荷華州溫納希克縣)
米利塔里鎮區（英語：Military Township）是位於美國愛荷華州溫納希克縣的一個行政鎮區。

## 地方資料
根據2010年美國人口普查的數據，米利塔里鎮區的面積為94.42平方千米，當中陸地面積為94.42平方千米，而水域面積為0.00平方千米。當地共有人口1308人，而人口密度為每平方千米13.85人。